# The Soft Parade
Albums de The Doors
Waiting for the Sun
(1968) Morrison Hotel
(1970)
The Soft Parade est le quatrième album du groupe californien The Doors, sorti le 18 juillet 1969.

## Histoire
L'album n'a pas rencontré autant de succès que les précédents, notamment à cause de l'introduction d'instruments à cordes et de cuivres dans les arrangements. Il est aussi très différent des précédents albums du groupe puisque bon nombre de titres ont été composés par le guitariste Robby Krieger.
L'enregistrement de l'album s'avéra très éprouvant, principalement à cause de Jim Morrison qui enchaîne à la fois les retards au studio et les consommations de drogue et d'alcool, ce qui l'empêche de rester concentré dans ses interprétations. Un jour, lors d'une énième répétition, le batteur John Densmore fait un burn-out et quitte précipitamment le studio. Il revient le lendemain.
Finalement, l'album est enregistré en presque 12 mois.
Après cette expérience, les Doors retourneront à leur formation initiale, chacun des quatre membres se « contentant » de jouer de son instrument.

## Titres
1. Tell All the People - 3:23
2. Touch Me - 3:12
3. Shaman's Blues - 4:49
4. Do it - 3:08
5. Easy Ride - 3:08
6. Wild Child - 2:38
7. Runnin' Blue - 2:33
8. Wishful Sinful - 3:02
9. The Soft Parade - 8:37

### 40th Anniversary Mixes Bonus tracks
1. Who Scared You – 3:58
2. Whiskey, Mystics and Men (Version 1) – 2:28
3. Whiskey, Mystics and Men (Version 2) – 3:04
4. Push Push – 6:05
5. Touch Me (Dialogue) – 0:28
6. Touch Me (Take 3) – 3:40

- Woman Is A Devil (Edit) - 4:08
- Rock Is Dead (Edit) - 16:39
- Who Scared You (Edit) - 3:19
- The Soft Parade (Version longue) - 9:41

## Personnel
The Doors
- Jim Morrison : chant
- Ray Manzarek : claviers
- Robby Krieger : guitare, chant sur "Runnin' Blue"
- John Densmore : batterie

Musiciens additionnels
- Harvey Brooks : basse sur "Tell All the People", "Touch Me", "Shaman's Blues", "Do It", "Runnin' Blue" et "The Soft Parade".
- Doug Lubahn : basse sur "Easy Ride", "Wild Child" et "Wishful Sinful".
- Paul Harris : arrangements orchestraux
- Curtis Amy : saxophone solo
- George Bohanon :trombone solo
- Champ Webb : cor anglais solo
- Jesse McReynolds : mandoline sur "Runnin' Blue"
- Reinol Andino : conga sur "The Soft Parade"